# استان وسطی (عمان)
استان وُسطی (به عربی:  المحافظة الوسطی ) نام استانی در کشور عمان است.

## جمعیت
جمعیت آن در حدود ۱۶۱٫۲۳۴ هزار نفر می‌باشد.

## جغرافیا
استان وسطی از سوی جنوب استان داخلیه و استان ظاهره واقع شده‌است.
از سوی خاور دریای عرب، و از سوی باختر عربستان سعودی، و از سوی جنوب استان ظفار، و از سوی شمال به استان داخلیه محدود می‌شود.
بنا براین منطقه وسطی مساحت بزرگی از خاک کشور دربردارد.

## اقتصاد
وجود چند چاه نفت امتیاز خاصی به این استان بخشیده‌است.

## تقسیمات کشوری
در تقسیمات کشوری سلطنت عمان استان وسطی شامل ۴ شهرستان أست:

## شهرستان‌ها
شهرستان‌ها (در عربی عمان: ولایات) این استان:
سه شهرستان اخیر در کرانه دریای عرب واقع می‌باشد.

## روستاها
- روستای سراب.
- روستای التخاخ.
- روستای العین.
- روستای وادی مقش.
- روستای الخلوف.
- روستای برالحکمان.
- روستای شرخ.